# Alberto Granado
Alberto Granado (født 8. august 1922 i Córdoba i Argentina, død 5. marts 2011) var rejsekammeraten til Che Guevara på en motorcykeltur gennem store dele af Sydamerika i 1951. Granado blev i 1960 inviteret til Cuba af Che Guevara for at være med i opbygningen af sundhedsvæsnet. Granado grundlage Santiago Medicinske Skole i Santiago de Cuba.
Ved indspilningen i 2004 af Motorcykel dagbog som omhandlede hans og Che Guevaras rejse i 1951, deltog den 82-årige Alberto Granado som filmens konsulent. I filmen blev Granados rolle spillet af Rodrigo de la Serna. Che Guevaras rolle blev spillet af den mexikanske skuespiller Gael García Bernal.